# Хари Парч
Хари Парч (енгл. Harry Partch; Оукланд, 24. јун 1901 — Енсинитас, 3. септембар 1974) био је амерички композитор, музички теоретичар, писац и извођач. Критичари га сматрају за једног од најутицајнијих америчких композитора 20. века.

## Дискографија
- The World of Harry Partch (Columbia Masterworks MS 7207 & MQ 7207, 1969)
- Delusion of the Fury (LP Columbia Masterworks M2 30576, 1971; CD Innova 406, 2001)
- Enclosure II (early speech-music works) (Innova 401)
- Enclosure V ("On a Greek Theme") (Innova 405)
- Enclosure VI ("Delusion of the Fury") (Innova 406)
- The Seventeen Lyrics of Li Po (Tzadik, 1995). Partch: Seventeen Lyrics of Li Po. 1995. ASIN B000003YSU..
- Revelation In The Courthouse Park (Tomato Records TOM-3004, 2003)

### Радови
- Enclosure I (Innova 400, VHS)
- Enclosure IV (Innova 404, VHS) "Delusion", "Music of HP"
- Enclosure VII (Innova 407, DVD) "Delusion", "Dreamer", Bonus Album, "Revelation"
- Enclosure VIII (Innova 399, DVD)
- Musical Outsiders: An American Legacy - Harry Partch, Lou Harrison & Terry Riley